# Heterognathini
Heterognathini è una tribù appartenente alla famiglia Araneidae dell'ordine Araneae della classe Arachnida.
Il nome deriva dal greco ἔτερος, hèteros, cioè altro, di diversa forma, e dal greco γνὰθος, gnàthos, cioè mascella, in quanto questi ragni hanno le mascelle di forma diversa fra loro; in aggiunta il suffisso -ini che designa l'appartenenza ad una tribù.

## Tassonomia
Al 2007, si compone di due generi:
- Heterognatha NICOLET, 1849
- Poecilarcys SIMON, 1895